# Guido Fibbia
Guido Fibbia (Treviso, 1º ottobre 1917 – Treviso, 1º luglio 1988) è stato un militare e aviatore italiano, che ha fatto parte prima della Regia Aeronautica e successivamente della Aeronautica Nazionale Repubblicana durante la Seconda guerra mondiale.
Fu decorato con due Medaglie d'argento, una di bronzo e una Croce di guerra al valor militare oltre alla Croce di Ferro di 2ª classe tedesca. Gli furono accreditati 9 aerei abbattuti durante il secondo conflitto mondiale ai comandi dei caccia biplani Fiat C.R.32 e Fiat C.R.42 Falco e dei monoplani Fiat G.50 Freccia, Macchi C.200 Saetta, Macchi C.202 Folgore, Macchi C.205 Veltro, Fiat G.55 Centauro e Messerschmitt Bf 109.

## Biografia
Nacque a Treviso il 1º ottobre 1917. Durante la giovinezza coltivò la sua passione per il volo costruendo, insieme ai fratelli, modelli ed esemplari volanti di alianti. All'età di 17 anni si arruolò nella Regia Aeronautica, diventando pilota militare presso l'aeroporto di Aviano il 31 gennaio 1936 a bordo di apparecchio Fiat C.R.20. Nei mesi di giugno e luglio dello stesso anno fu di stanza presso aeroporto di Torino-Mirafiori dove effettuò l'abilitazione al pilotaggio dei velivoli da caccia Fiat C.R.30 (367ª Squadriglia) e C.R.32 (368ª Squadriglia).
Il 17 settembre 1937 partì volontario per combattere nella guerra civile spagnola imbarcandosi sulla motonave "Domine".

### Spagna

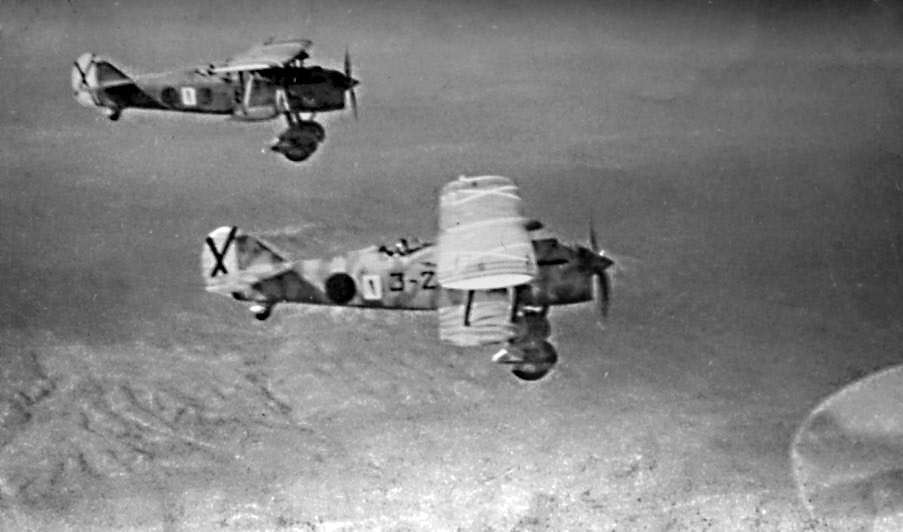
Fiat C.R.32 dell'Aviazione Legionaria

Giunto presso Tablada (Siviglia) fu assegnato inizialmente alla 33ª Squadriglia e, successivamente, il 1 marzo 1938, su base volontaria, alla  Squadriglia Autonoma Caccia e Bombardamento dell'Aviazione legionaria, equipaggiata con i Fiat C.R.32. Durante il corso del conflitto gli furono accreditate 3 vittorie nel corso di 87 missioni che gli valsero l'assegnazione di una Medaglia d'argento e una di bronzo al valor militare. Dopo quasi dieci mesi di campagna, il 16 luglio 1938, salpò per l'Italia sbarcando a La Spezia il 20. Venne assegnato alla 365ª Squadriglia del 53º Stormo.

### Seconda guerra mondiale
All'inizio della guerra con Francia e Inghilterra, compì le prime missioni sul fronte occidentale operando dagli aeroporti di Torino-Caselle e di Albenga. Nel settembre del 1940 fu trasferito alla 95ª Squadriglia, 18º Gruppo Caccia, 3º Stormo Caccia Terrestri ed il mese seguente il 18º Gruppo fu inviato in Belgio al seguito del Corpo Aereo Italiano  per partecipare alla Battaglia d'Inghilterra.
Nei mesi di ottobre e novembre il reparto, di stanza presso la base di Ursel (Belgio) ed al comando del maggiore Ferruccio Vosilla, operò missioni di scorta ingaggiando diversi combattimenti contro i caccia Supermarine Spitfire inglesi. Il giorno 11 novembre il suo aereo fu costretto ad un atterraggio forzato fuori campo nei pressi di Cassel (Francia).

### Nord Africa e Grecia

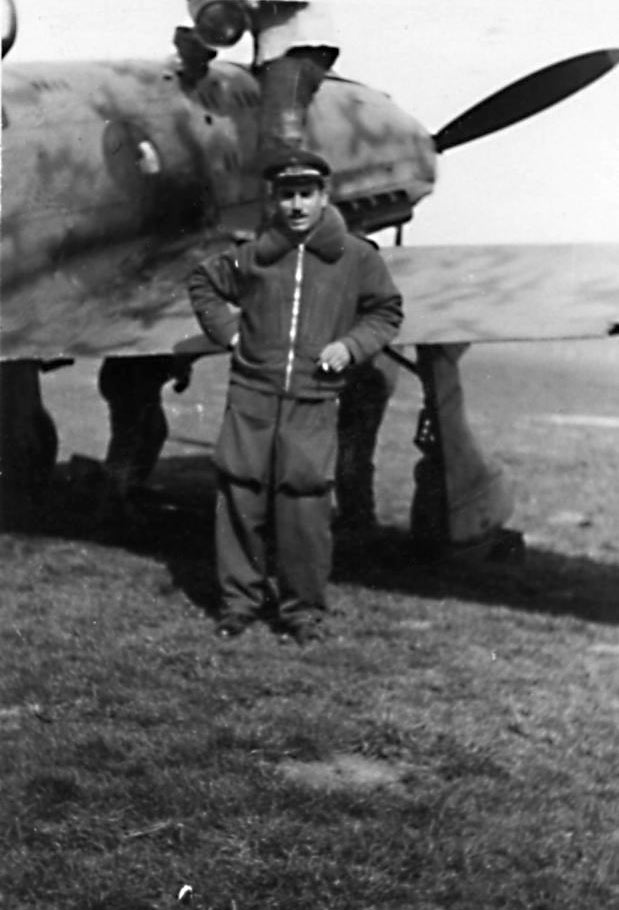
Macchi M.C.202

Rientrato in Patria al termine del ciclo di operazioni, nel gennaio del 1941, fu inviato in Libia e il 14 aprile, ai comandi di un Fiat C.R.42 Falco, durante una scorta indiretta ai cacciabombardieri Junkers Ju 87 Stuka su Tobruk, abbatté un caccia Hurricane inglese e ne danneggiò un altro.. Nell'agosto-settembre 1941 ottenne l'abilitazione al pilotaggio dei caccia monoplani Fiat G.50 Freccia e Macchi C.200 Saetta. Nell'inverno del '41-'42 effettuò attività di addestramento e di scorta di convogli tra l'Italia e la Grecia.
Nell'estate del 1942, con la 85ª Squadriglia, 18º Gruppo Caccia, 3º Stormo C.T., ritornò in Africa settentrionale per operazioni di scorta ai navigli e anche di attacco ai mezzi corazzati.
Alla fine del 1942 effettuò il passaggio sul caccia Macchi C.202 Folgore e durante il primo semestre del 1943 compì attività addestrativa. Nel giugno dello stesso anno fu incaricato di trasferire in Italia i caccia francesi di preda bellica Dewoitine D.520 assegnati alla difesa della Madre Patria. All'inizio dell'estate del 1943 gli fu assegnato uno dei tre Macchi C.205 Veltro (su cui effettuò il passaggio il 1º luglio) assegnati al 3º Stormo (gli altri due furono affidati agli assi Franco Bordoni Bisleri e Luigi Gorrini).

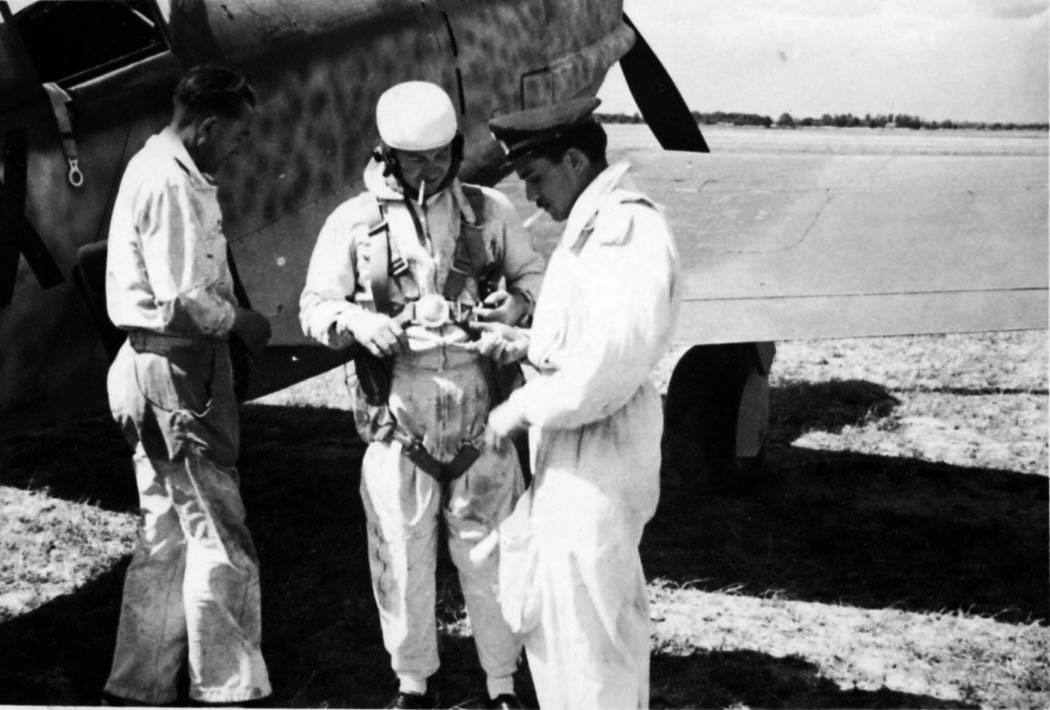
Guido Fibbia (il primo da destra) accanto al caccia francese Dewoitine D.520

### La difesa di Roma

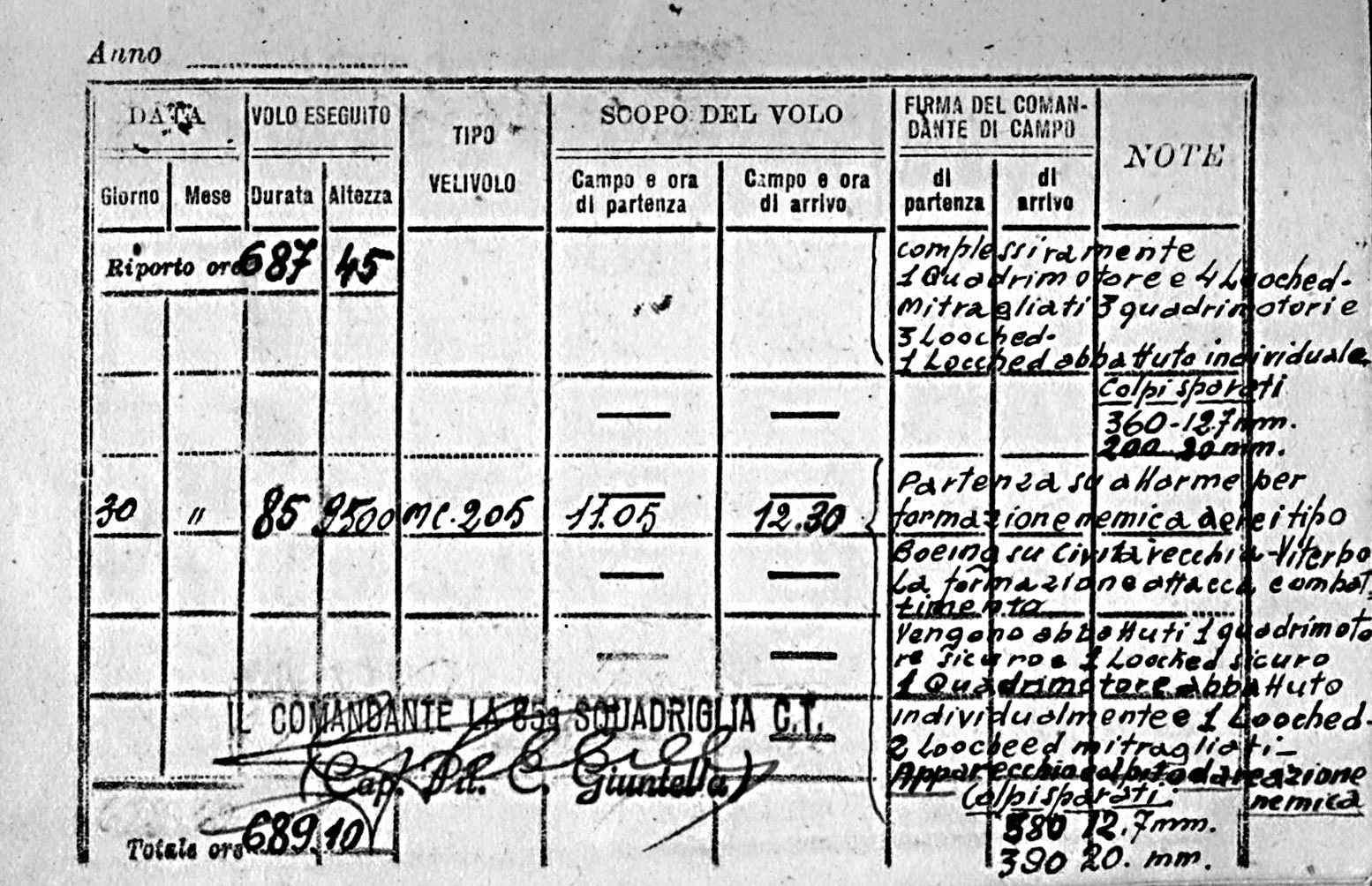
Libretto di volo 30 agosto 1943

Alla fine del mese di agosto furono compiute, da parte degli americani, massicce offensive aeree sull'area di Roma con l'utilizzo di grandi formazioni di quadrimotori Boeing B-17 Flying Fortress scortati dai caccia Lockheed P-38 Lightning.
Il giorno 28 agosto abbatté un primo caccia P-38, un secondo il giorno 29, e il 30, sempre ai comandi di un Macchi C.205 Veltro abbatté un bombardiere B-17 (il suo libretto di volo personale riporta anche i colpi sparati durante il combattimento: 580 con le mitragliatrici da 12,7 mm e 390 con i cannoni da 20mm).

### La Repubblica Sociale
Dopo la firma dell'armistizio dell'8 settembre 1943 aderì, nel mese di dicembre, all'Aeronautica Nazionale Repubblicana venendo inserito nella Squadriglia complementare d'allarme "Montefusco-Bonet", assegnata alla difesa delle città del Nord Italia dagli attacchi degli alleati operando dall'aeroporto di Venaria Reale. Il 2 aprile 1944 effettuò il passaggio sul caccia Fiat G.55 ed il giorno 12 maggio combatté contro una formazione di Boeing B-17 Flying Fortress abbattendone, probabilmente, uno. Durante i primi giorni di giugno la Squadriglia si trasferì a Reggio Emilia integrandosi nel 1º Gruppo caccia "Asso di bastoni".
Il 22 giugno il 1º e 2º Gruppo attaccarono insieme una enorme formazione di 400 bombardieri Consolidated B-24 Liberator scortati da 60 caccia P-38 nella zona tra Bologna e Ferrara che avevano come obbiettivo la stazione ferroviaria di Parma. Ai comandi di un Macchi C.205V abbatté un P-38 Lightning pilotato dal Tenente Tolmie del 97° Fighter Squadron (il pilota si lanciò con il paracadute e fu fatto prigioniero) e ne mitragliò altri due sparando 400 colpi da 20mm.
Il giorno 26 luglio effettuò l'ennesima partenza su allarme ai comandi di un Fiat G.55 nella zona Mantova-Verona intercettando una formazione di bombardieri alleati scortati da caccia Republic P-47 Thunderbolt. Ingaggiò un combattimento a bassa quota contro cinque P-47 Thunderbolt abbattendone uno. Questa fu l'ultima vittoria del Maresciallo Fibbia. Alla fine di novembre, presso l'aeroporto di Holzkirchen, in Germania, ottenne l'abilitazione al pilotaggio del caccia Messerschmitt Bf 109 G-10 con il quale effettuò le ultime missioni di guerra delle quali, l'ultima riportata, risale al 17 aprile 1945.